# تاتسويا إيشيهارا
تاتسويا ايشيهارا (باليابانية: 石原立也 ) (و. 1966  م) هو مخرج تلفيزوني، ومخرج أفلام ياباني، ولد في مايزورو، كيوتو.

## وصلات خارجية
- تاتسويا إيشيهارا على موقع IMDb (الإنجليزية)
- تاتسويا إيشيهارا على موقع قاعدة بيانات الفيلم (الإنجليزية)
- تاتسويا إيشيهارا على موقع كينوبويسك (الروسية)
- تاتسويا إيشيهارا على موقع ANN person (الإنجليزية)

- تاتسويا إيشيهارا في قاعدة بيانات الأفلام على الإنترنت